# 414-es busz
A 414-es jelzésű elővárosi autóbusz a budapesti agglomerációban közlekedő helyközi járat, a budapesti Stadion autóbusz-pályaudvart és Hatvant köti össze. Munkanapokon az utolsó indulás Jászfényszaruig közlekedik.

## Története
2020. március 2-ától a Budapestről 16:00-kor induló járat Hatvan helyett Jászfényszaruig meghosszabbított útvonalon közlekedik.

## Megállóhelyei
| 0                                           | Budapest, Stadion autóbusz-pályaudvar végállomás | 60                                                     | 1, 1A 73, 75, 77, 80 95, 130, 195 396, 397, 398, 399, 400, 402, 410, 412, 422, 424, 430, 432, 434, 435, 436, 437, 438, 439, 440, 441, 442, 485, 486 1020, 1021, 1024, 1031, 1034, 1037, 1039, 1040, 1044, 1045, 1046, 1049, 1050, 1052, 1053, 1054, 1060, 1063, 1066, 1067, 1068, 1069, 1070, 1075, 1076, 1077, 1078 |
| 8                                           | Budapest, Kacsóh Pongrác út                      | 52                                                     | 1, 1A, 3, 69 72, 74, 74A, 82 25, 32, 225 396, 397, 398, 399, 402, 412, 422, 424, 432, 434, 435, 436, 437, 438, 439, 442 1020, 1021, 1024, 1031, 1034, 1037, 1039, 1040, 1044, 1045, 1046, 1049, 1050, 1052, 1053, 1054, 1063, 1066, 1067, 1068, 1069, 1076                                                           |
| 15                                          | Budapest, Szerencs utca                          | 45                                                     | 96, 124, 225, 296, 296A 396, 397, 398, 399, 402, 412, 422, 424, 432, 434, 435, 436, 437, 438, 439, 442 1020, 1021, 1024, 1031, 1034, 1037, 1039, 1040, 1044, 1045, 1046, 1049, 1050, 1052, 1053, 1054, 1063, 1066, 1067, 1068, 1069, 1076                                                                            |
| Az M3-as autópálya Budapest–Hatvan szakasza |                                                  |                                                        | |
| 53                                          | Kerekharaszt (3-as főút)                         | 7                                                      | 348, 410, 412, 3640, 3641, 3643, 3645 1037, 1039, 1040, 1049, 1063 |
| 55                                          | Hatvan, Rákóczi út                               | 5                                                      | 4, 6, 9 406, 407, 409, 410, 412, 3640 1037, 1039, 1040, 1063 |
| 57                                          | Hatvan, Zöldfa vendéglő                          | 3                                                      | 2, 3, 3A, 4, 6, 9 348, 406, 407, 409, 410, 412, 3640, 3641, 3643, 3645 1037, 1039, 1040, 1049, 1052, 1063 |
| 60                                          | Hatvan, autóbusz-pályaudvar vonalközi végállomás | 0                                                      | 348, 406, 407, 409, 410, 412, 3448, 3600, 3601, 3604, 3605, 3610, 3612, 3622, 3623, 3624, 3628, 3640, 3643, 3645, 3675, 3678, 4681, 4686 1, 2, 3, 3A, 4, 6, 7, 9 1037, 1039, 1040, 1049, 1052, 1063, 1427 S80 S780 S820 InterRégió, expresszvonat                                                                    |
| 66                                          | Hatvan, vasútállomás                             |                                                        | 1, 4 3622, 4686 S80 S780 S820 InterRégió, expresszvonat |
| Hatvan–Boldog közigazgatási határa          |                                                  |                                                        | |
| 74                                          | Boldog, Liget út                                 |                                                        | 3622, 4686 |
| 76                                          | Boldog, Kossuth út, művelődési ház               | 3622, 4686                                             | |
| 78                                          | Boldog, Tabán út                                 | 3622, 4686                                             | |
| Boldog–Jászfényszaru közigazgatási határa   |                                                  |                                                        | |
| 84                                          | Jászfényszaru, 101. számú ABC                    |                                                        | 441, 442, 444, 4681, 4685, 4686 1076, 1077, 1467 |
| 86                                          | Jászfényszaru, autóbusz-váróterem                | 441, 442, 444, 4681, 4685, 4686 1076, 1077, 1078, 1467 | |
| 88                                          | Jászfényszaru, 101. számú ABC                    | 441, 442, 444, 4681, 4685, 4686 1076, 1077, 1467       | |
| 89                                          | Jászfényszaru, külső iskola                      | 441, 442, 444, 4681, 4685, 4686 1076, 1077, 1078, 1467 | |
| 90                                          | Jászfényszaru, Wesselényi utca érkező végállomás | 441, 442, 444, 4681, 4685, 4686 1467                   | |